# Бялоблоцкий, Фридрих
Кристоф Генрих Фридрих Бялоблоцкий (англ. Christoph Heinrich Friedrich Bialloblotzky; род. 09 апреля 1799 года; умер 28 марта 1869) — германский христианский богослов и переводчик еврейского происхождения, издававший свои труды в Лондоне.

## Биография
Родился в 1799 г. в Паттензене, близ Ганновера. Принял христианство. В 1824 году, после защиты диссертации о законе Моисея «De legis Mosaicae abrogatione» (лат. ), был удостоен степени доктора теологии. Издал ряд богословских исследований.
Умер в 1869 году.

## Труды
Следующие сочинения имеют отношение к еврейству:
- «Летопись рабби Иосифа бен-Иошуа Меира Сефарди» — английский перевод исторической хроники 1554 года «Dibre Hajamim» Иосифа га-Когена; вышел в издании лондонского «Oriental Translation Fund» (1834—1836, 2 тома). М. Л. Вишницер отмечает, что перевод полон ошибок[5].
- «Ozar ha-Schoraschim, Lexicon radicum hebraicorum» — на древнееврейском и латинском языках (Лондон, 1843);
- «Sefer ha-Schoraschim» — словарь еврейских корней на евр. и англ. языках (Лондон).